# Niger na Letnich Igrzyskach Olimpijskich 1972
Niger na Letnich Igrzyskach Olimpijskich 1972 reprezentowało 4 zawodników, sami mężczyźni. Był to 3 start reprezentacji Nigru na letnich igrzyskach olimpijskich.

## Zdobyte medale
| Medal  | Zawodnik      | Dyscyplina | Konkurencja                      |
| ------ | ------------- | ---------- | -------------------------------- |
| · Brąz | Issaka Daboré | Boks       | Waga lekkopółśrednia (– 63,5 kg) |

## Skład reprezentacji

### Boks
Mężczyźni:
- Issaka Daboré - waga lekkopółśrednia (– 63,5 kg) -  3. miejsce
- Issoufou Habou - waga lekkośrednia (– 71 kg) - 17. miejsce
- Harouna Lago - waga piórkowa (– 57 kg) - 33. miejsce
- Mayaki Seydou - waga kogucia (– 54 kg) - 17. miejsce